# Мишел Бачелет
Веро̀ника Мичѐл Бачелет̀ Хѐрия (на испански: Verónica Michelle Bachelet Jeria; [beˈɾonika mɪˈtʃɛl batʃˈlet ˈxeɾja]) е чилийски политик от Чилийската социалистическа партия. От 2006 до 2010 г. тя е президент на Чили и първата жена в историята на страната, заемала този пост. Преди това е първата жена латиноамерикански политик, заемала поста на министър на отбраната.
Бачелет е родена в Сантяго де Чиле през 1951 г. По образование е лекар с допълнителна квалификация по военна стратегия. Тя е министър на здравеопазването (2000 – 2002) и министър на отбраната (2002 – 2004) при президента Рикардо Лагос. Умерен социалист, Мишел Бачелет се обявява за продължаване на пропазарната политика от предходния период, но с повече елементи на социална защита.